# 雷布里哈伯爵夫人宫

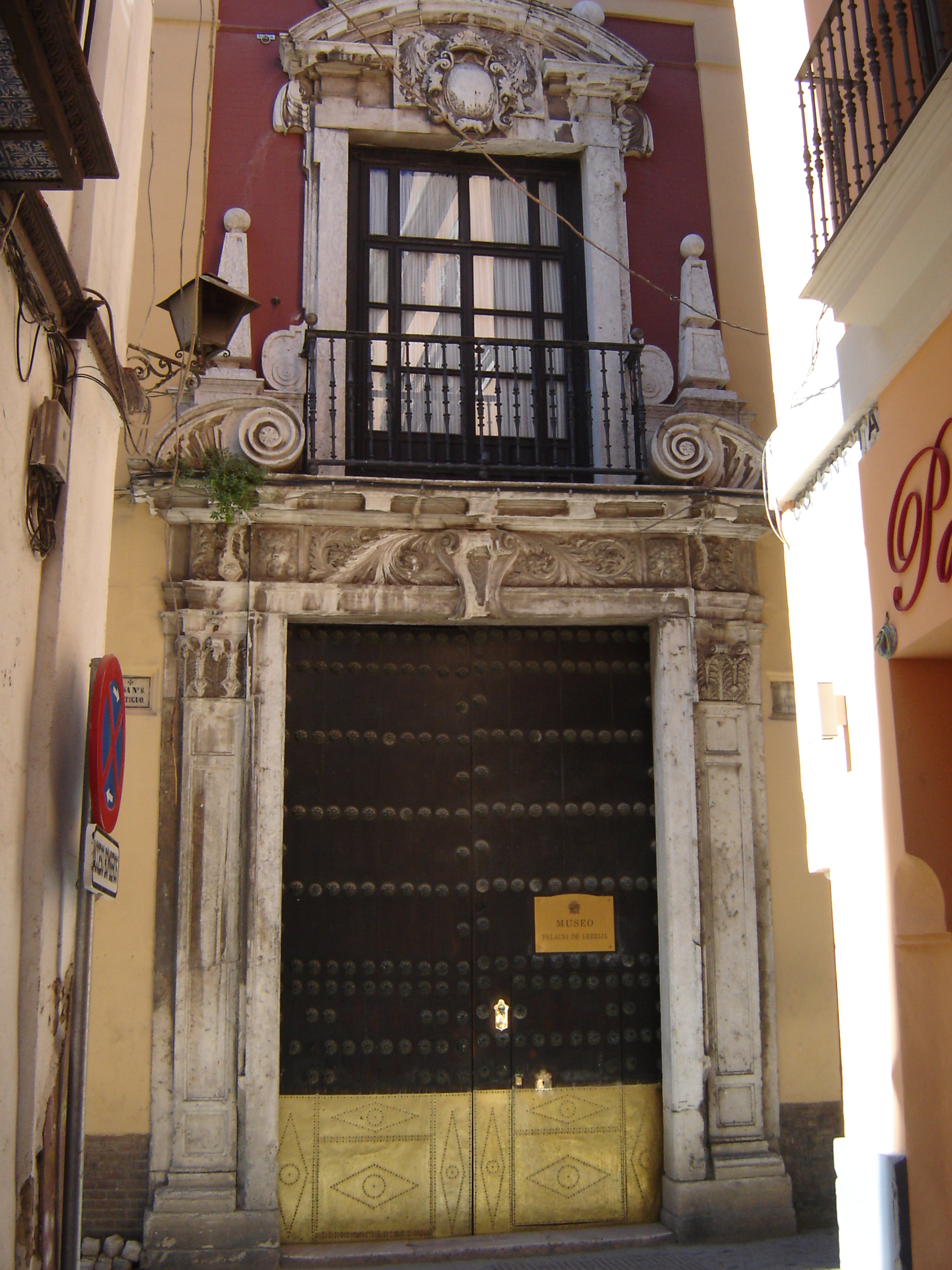
大门

雷布里哈伯爵夫人宫（西班牙语：Palacio de la Condesa de Lebrija）是西班牙塞维利亚市中心的一座博物馆。

## 历史
这座府邸最初兴建于16世纪，在20世纪初由雷布里哈伯爵夫人大规模修缮，纳入在古罗马城镇Santiponce 发现的古代马赛克地板。这是最大规模的此类收藏之一。这座宫殿的装饰为折衷主义风格，包括新穆德哈尔，和传统的塞维利亚瓷砖画。也包含本地家具，装饰，雕塑和从废墟中抢救出来的陶器。 